# Brunnarsia
Diarsia là một chi bướm đêm thuộc họ Noctuidae.

## Hình ảnh

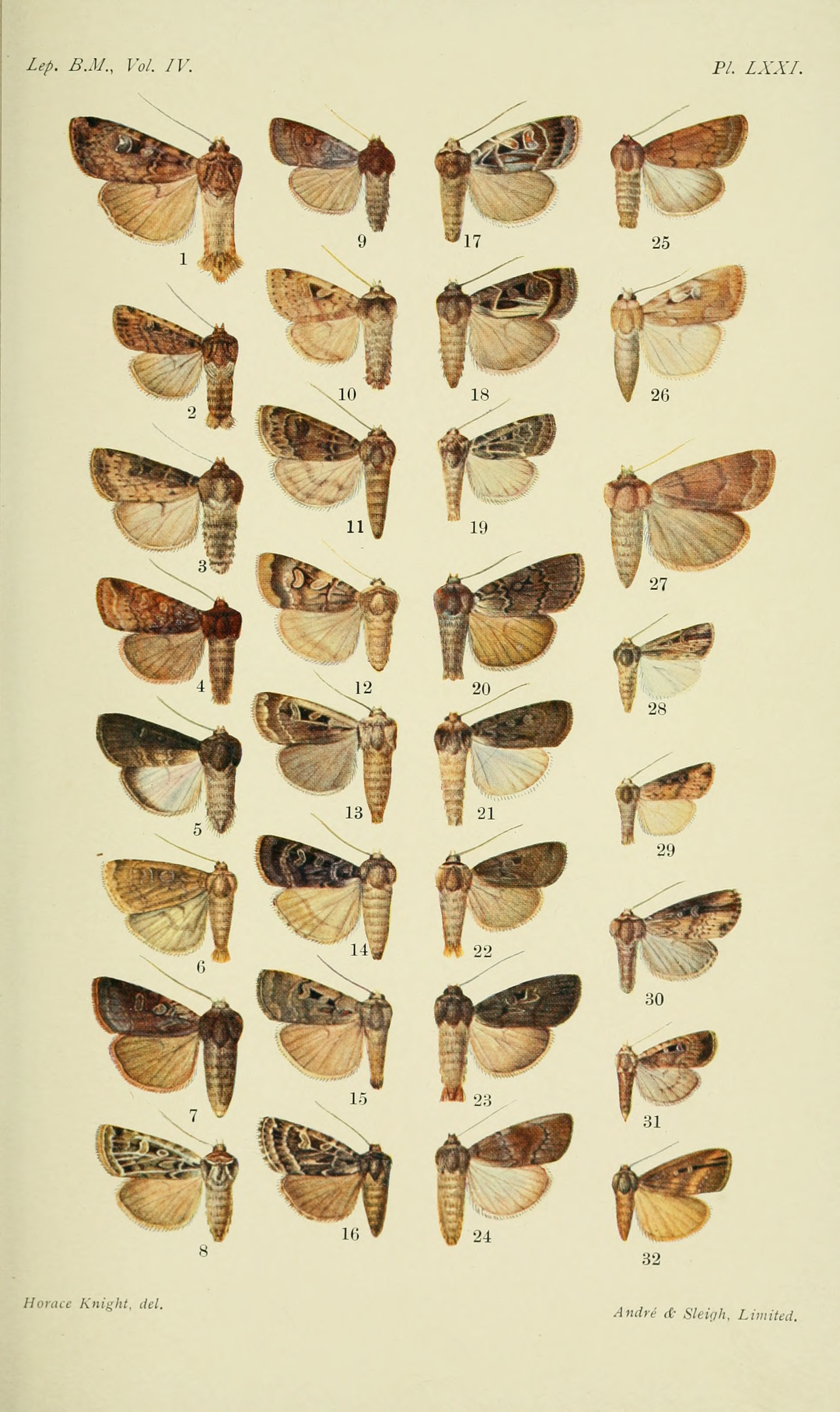
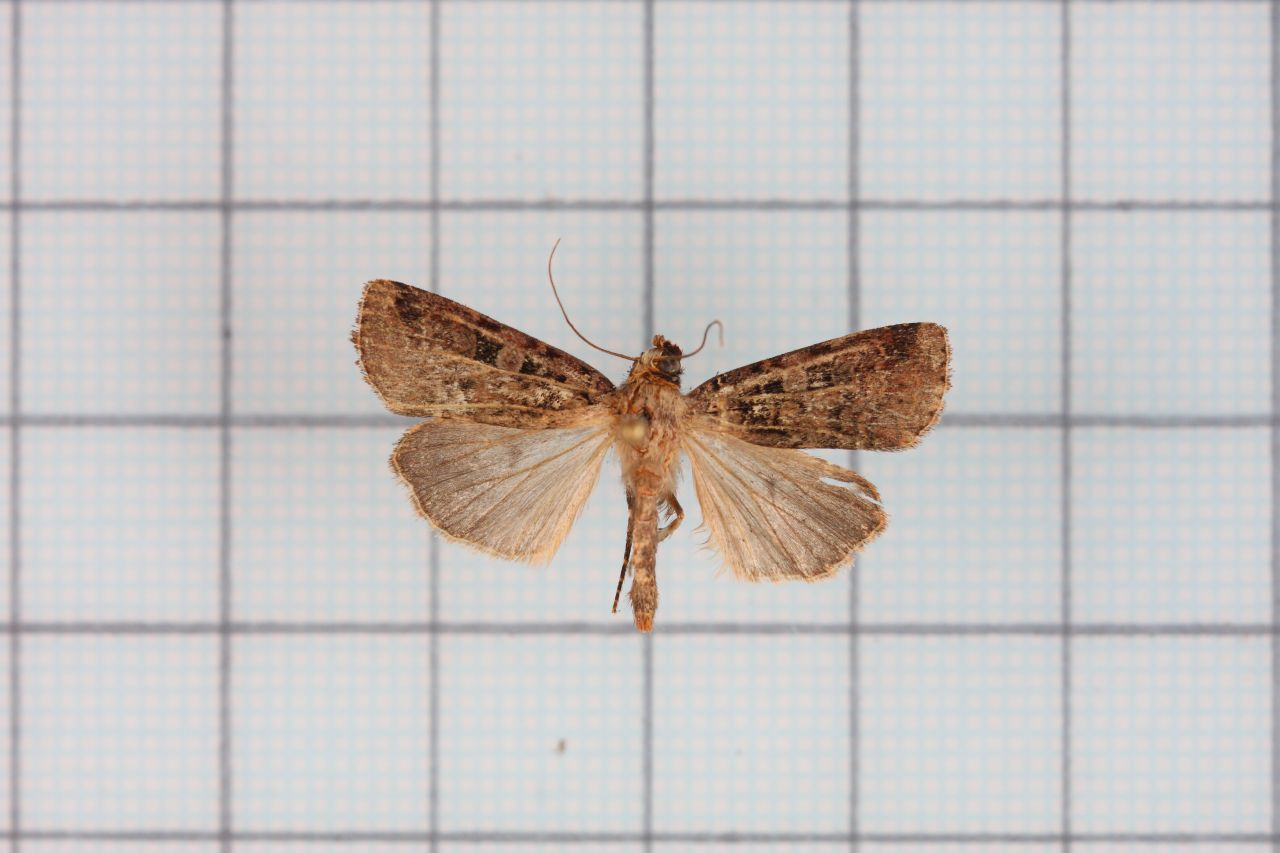